# 吉姆·克勞

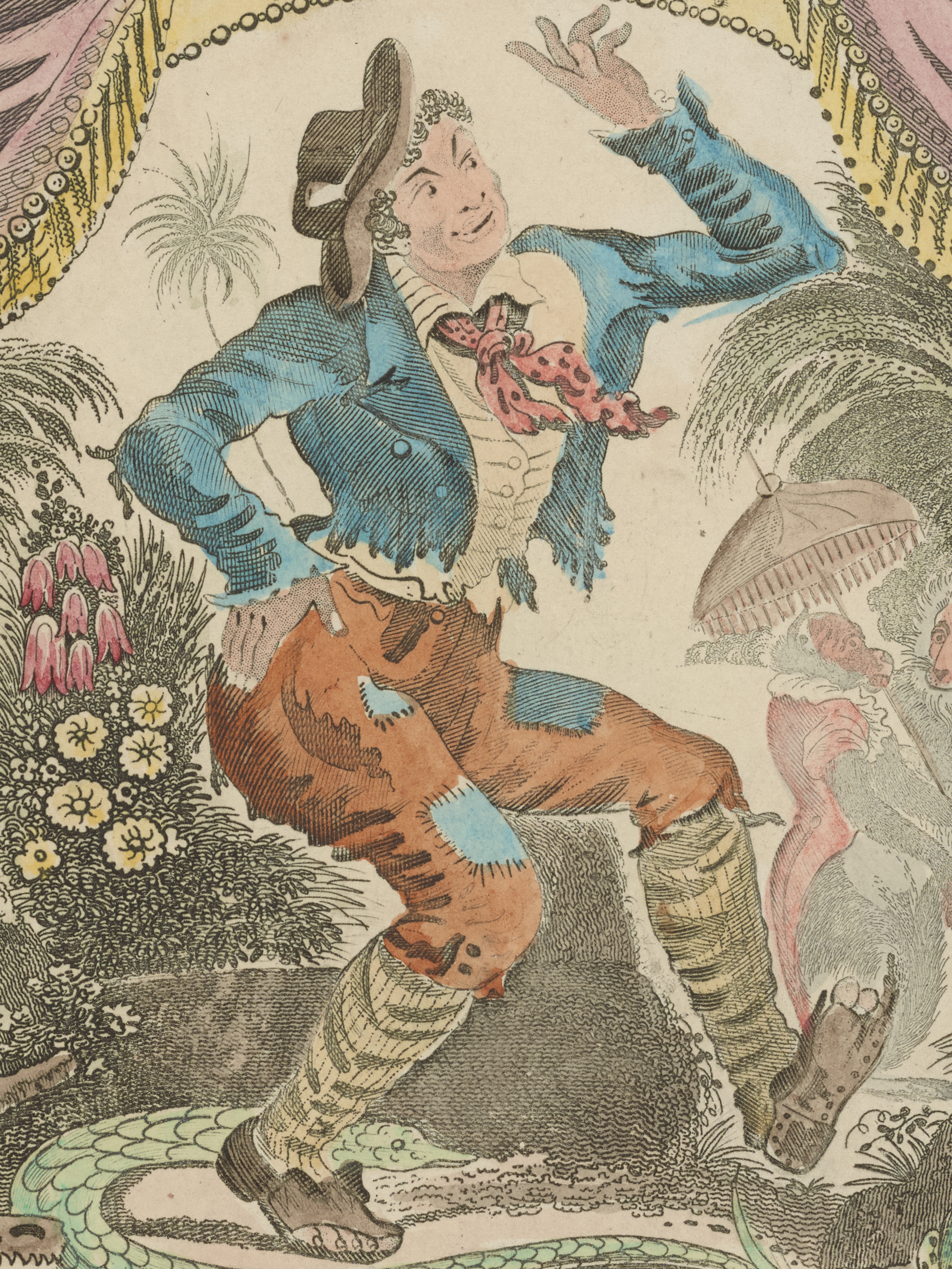
由演員托馬斯·D·賴斯在1836年扮演的吉姆·克勞

吉姆·克勞（英語：Jim Crow）是一個由「美國黑臉雜秀之父」托馬斯·D·賴斯創造並普及的戲劇角色，為一對非裔美國人及其文化的種族主義描繪。吉勞的形象通常為衣衫襤褸、戴著闊邊帽和身穿一對爛鞋，同時賴斯會在臉上和手上塗上用燒焦的軟木製成的黑臉妝，不敬地模仿一位敏捷且詼諧的非裔美國農奴。另外賴斯也憑藉此角色改編了一首名為《跳！吉姆·克勞》的傳統奴隸歌曲。

## 起源
吉姆·克勞的真實來源已不可考，其中一種說法是賴斯在美國南部旅行，期間遇到一位一邊跳舞，一邊唱著「轉了又轉，再轉幾下，每次在轉，我都會跳吉姆·克勞」（Weel about and turn about and do jis so, eb'ry time I weel about I jump Jim Crow）的年老黑人奴隸（或黑人男孩）。根據職業生涯早期與賴斯共事的演員愛德蒙·S·康納（Edmon S. Conner）的說法，所謂的遭遇發生在肯塔基州路易維爾，彼時他與賴斯已在一家劇院內演出了整個夏季，劇院後方有一個出租馬車行，兩人在該處經常看到一位跛腳的年老奴隸表演著其即興創作的歌舞自娛自樂，賴斯就這樣得到創作的靈感，並在稍微更改、加快該奴隸哼唱的旋律後譜寫出多句韻文，隨後便表演給路易維爾的觀眾，還因此得到大致好評。康納續稱馬車行的主人是一位名叫克勞（Crow）的白人，而老奴隸便借用了他的名字。佛羅里達州立大學榮休英文系教授兼史密斯學院美國研究講師小威廉·泰勒·拉蒙（William Taylor Lhamon, Jr.）則指出另一種看法，認為吉姆·克勞的原型為一長期以來在黑人奴隸中很受歡迎的同名民間騙子。
這角色的起源有一個更可能的解釋是，在一種族融合的曼哈頓社區長大，後來在南部蓄奴州巡演的賴斯多年來一直觀察並熟習非裔美國人的傳統歌舞。前黑臉雜秀演員艾薩克·奧德爾（Isaac Odell）在1907年的一次採訪中描述了其流派的發展，指出賴斯在1830年代於路易維爾登台演出期間模仿及學習黑人英語，並說道：「來到紐約之後，賴斯在舊帕克劇院演出時向大眾展示其扮演黑奴的吉姆·克勞表演，並唱著『轉了又轉』之類的歌詞，他每晚都會為它創作新的韻文，並憑此得到公眾的追捧，為自己樹立了巨大的聲譽」。

## 吉姆·克勞法
吉姆·克勞一角普及了非裔美國人懶惰、不可信、愚蠢和與白人水火不融的看法，隨著賴斯的成功，許多表演者開始模仿其黑臉扮裝及對黑人的刻版描繪，黑臉雜秀也在美國國內如雨後春筍般發展，「吉姆·克勞」因此順應成為美國黑人的貶義代名詞。1884年《蘇城日報》一篇摘述國會辯論的文章出現了「吉姆·克勞法」這一詞語，八年後更可見於《紐約時報》一篇關於路易斯安那州種族隔離火車車廂的報導標題上，十九世纪德克薩斯州等南方立法机构针对黑人颁布的种族隔离法案时亦因此被称为吉姆·克劳法。伍德羅·威爾遜成為在內戰後首位於南方出身的總統後，也在美國聯邦政府內部實施此種法案。儘管在實施期間受到廣大非裔社群的批評，吉姆·克勞法本身仍在1964年和65年分別通過《民权法案》和《選舉法案》才真正步入歷史。

## 流行文化
1941年的動畫電影《小飛象》中有一隻烏鴉名叫「吉姆·克勞」，該角色的名字雖從未在正片中被提及，但仍可見於人物設計中，華特迪士尼影業後來為了避免引起爭議而在1950年將其名字改成「克勞老爹」（Dandy Crow）。當時已在職的華特迪士尼首位非裔美籍動畫師弗洛伊德·諾曼在一篇題為《黑烏鴉及其他政治正確謬論》（Black Crows and Other PC Nonsense）的文章中解釋道，之所以把烏鴉更名為「吉姆·克勞」，是為了卡通式地抨擊南方的壓迫性吉姆·克勞法政策。
在淘氣阿甘於2018年發行的歌曲《這就是美國》的MV開頭中，阿甘在模仿吉姆·克勞在諷刺畫的姿態的同時，開槍射殺一位先前仍在彈吉他的黑人男性，音樂也由原先的民謠風格轉為富有節奏感的陷阱音樂。